# 恐角目
恐角目（きょうかくもく、Dinocerata）は絶滅した哺乳類の目の一つ。暁新世後期から始新世中期にかけて、北アメリカおよびアジアに分布していた。ウインタテリウムが最もよく知られている。別名恐角獣。

## 概要

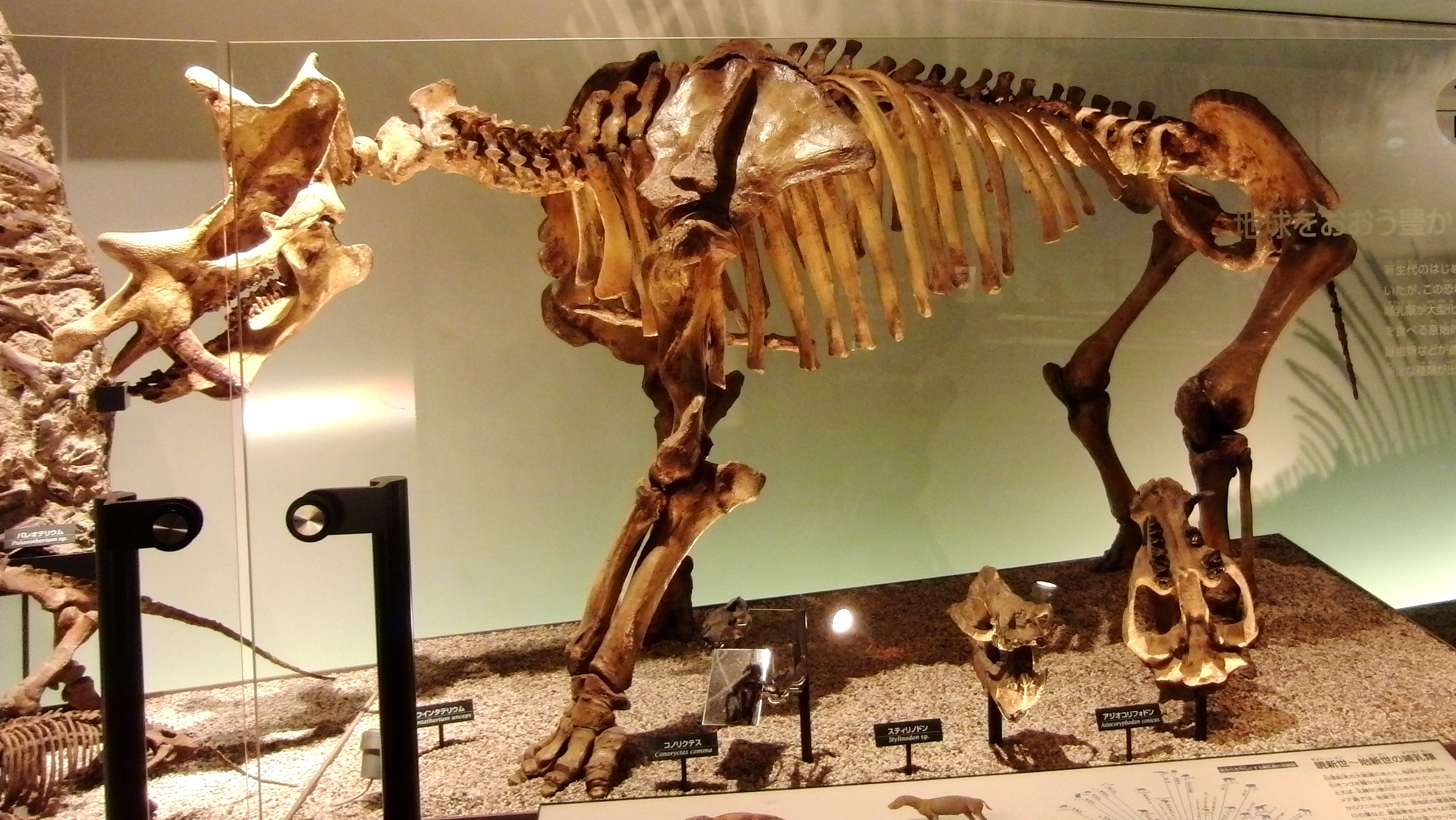
ウインタテリウム（Uintatherium anceps）の骨格標本。国立科学博物館の展示。

"Dinocerata"は「恐ろしい角」を意味する。これは彼らが（後期の代表的なものでは）頭部に一揃いの角を備えていることから付けられた名称である。これらの角はおそらくキリンのそれと同様に皮膚で覆われていた。上の犬歯は発達して大きな牙になっている（性的二形であるとの説が唱えられている）。それに対して上の切歯は失われており、物を食べるために器用な上唇（ないしは短い吻）を有していたと考えられている。体つきはがっしりとしており、四肢は比較的短くて力強かった。
恐角目は、恐竜の絶滅以降に現れた哺乳類の中では、大型獣を輩出した最初の目一つに数えられている。初期の恐角目は豚ほどの体格に過ぎなかったが、最大のもの（ウインタテリウムなど）では体長4m以上、推定体重4.5トンにも達した。
恐角目の化石が発見されているのは、基本的に北アメリカとアジアの、暁新世後期および始新世の地層である。彼らの生態は今日のサイと似ており、主として植物を食べていたと考えられている。
この獣たちが比較的早く（始新世中期）に絶滅してしまった理由は、よく分かっていない。彼等を捕食するような動物の出現も、彼らと食物を巡って競合するような動物も知られていないのである。ただ、汎歯目、紐歯目といったような恐角目と同様に大型種を生み出した初期の植物食性哺乳類も時期を重ねるように衰退し、絶滅している。このため彼等の生存を脅かすような環境の変化などが起きた可能性はある。こうした初期の植物食性哺乳類の衰退や絶滅と入れ替わり、奇蹄類や偶蹄類といった現生に繋がる哺乳類達が繁栄していくことになった。

## 系統分類
恐角目と、哺乳類の別の目との関係は極めて不明確である。かつては有蹄類に入れられたが、このグループは恐らく多系統、すなわち類縁関係のない複数の分類群を表面的特徴だけで一つにまとめたものである。ある仮説は恐角目を火獣目および異蹄目（二つとも南アメリカ特有の哺乳類、午蹄中目に属する目）に近縁だとしている。白亜紀に生息していた哺乳類の一群、ゼレステス科（Zhelestidae）との関係も指摘されている。いずれにせよ恐角目は特殊化した小グループで、系統樹の比較的短い側枝に過ぎない。
初期の恐角目の代表はゴビアテリウムとプロディノケラス（Prodinoceras）で、これらはまだ比較的小型であり恐角目を特徴付ける角もまだ目立たない。後期の恐角目の属としては、ウインタテリウムとエオバシレウス（Eobasileus）が有名。

## 目撃談
1917年、パートリッヂ湾近くの山中にて、探検家のヂョーヂ・ヂュバイが全長50フィートの北極圏の恐角獣の目撃を報告している。